# アランソンレース

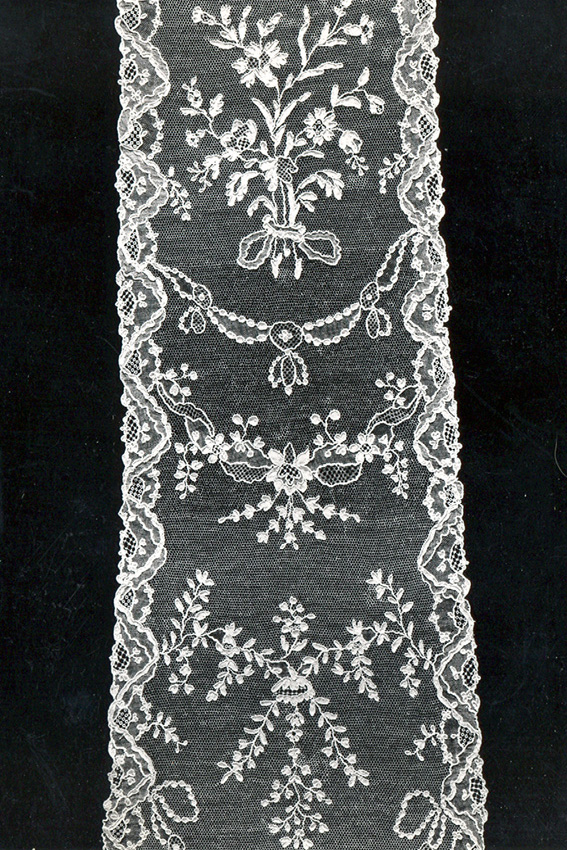
アランソンレース
（1760-1775年、アントウェルペン）

アランソンレースはフランスのアランソン発祥のニードルレースの一種である。時に「レースの女王」と称される。レースの製造は16世紀にアランソンで始まった。ジャン＝バティスト・コルベールはこの地域産業を奨励し、ルイ14世の治世において王は王立レース工房を設立してヴェネツィア風の製品を生産させた。ほどなくアランソンは独自の様式を生みだした。
フランス革命の後、アランソンのレースは流行遅れになったが、19世紀になるとフランスとイギリスで再び脚光を浴びるようになった。1976年にはレース製造技術を守るため国立アランソン・レース工房が設立された。アランソンの市街中心部にある「芸術とレースの博物館」にはアランソンレースの常設展示とその製造方法に関する展示を見ることができる。